# Haymo von Halberstadt
Haymo von Halberstadt (oder Haimo von Halberstadt) († 27. März 853 in Halberstadt)  war ein Benediktiner-Mönch. Von 840 bis zu seinem Tod 853 war er Bischof von Halberstadt.

## Biografie
Über Haymos Lebensumstände liegen nur dürftige Nachrichten vor. Zwar hat ein Mönch des Klosters Ilsenburg namens Rochus eine Biografie verfasst, allerdings erst anderthalb Jahrhunderte nach dem Tod des Bischofs. Sie ist auch nur fragmentarisch erhalten.
Haimo war Mitschüler und Jugendfreund des Hrabanus Maurus, vermutlich bei Alkuin in Tours. Hraban widmete dem Studienkollegen um 845 das Werk „De rerum natura“. In Fulda war Haimo 815-22 Urkundenschreiber, danach Mönch in Hersfeld. Im Jahr 840 setzte ihn Ludwig der Deutsche zum Bischof von Halberstadt ein. Als solcher nahm er an den Synoden von Mainz 847 und 852 teil.
Dem Kloster Hersfeld ließ er die Zehnten vom Friesenfeld zufließen, was seiner Stadt missfiel. Ungewiss ist seine Tätigkeit für die Bibliothek Halberstadts, die Schenkung des Evangeliars (Domschatz Nr. 44) und einige der ihm zugeschriebenen Homilien.
Nach heutigem Kenntnisstand hat Haymo keines der ihm von Johannes Trithemius zugeschriebenen theologischen Werke (Patrologia Latina 116-18) verfasst. Stattdessen sind die Autoren dieser Werke Haimo von Auxerre oder anonym.
Haymo von Halberstadt wurde im Kloster Werden beigesetzt, wo er zuvor Abt gewesen war.